# Marie Kalkmann
Marie Kalkmann (* 1822 in Bremen; † 17. Dezember 1919 ebenda) war eine deutsche Frauenrechtlerin und Musikpädagogin.

## Leben und Werk
Marie Kalkmann wurde 1822 in Bremen als ältestes Kind des Kaufmanns und späteren kaiserlich brasilianischen Vizekonsuls und Reeders Ludwig Friedrich Kalkmann und seiner Ehefrau Charlotte Marianne, geb. Keßler, geboren. Der Vater starb 1847/48, die Mutter 1876.
Ihr Vater amtierte im Zeitraum 1827–1847 als brasilianischer Vizekonsul in Bremen und führte in dieser Zeit insgesamt fünf Schiffsreisen nach Südamerika durch, um die deutsche Einwanderung in Brasilien voranzutreiben. Bei diesen Reisen wurde er grundsätzlich von Teilen der Familie begleitet.
Das Wohnhaus der angesehenen Familie Kalkmann war das Haus Schlachte Nr. 5 in der Bremer Altstadt.
Marie Kalkmann hat sich offenbar im Juni 1840 in West Twyford, Greater London, Middlesex, bei Mr. und Mrs. Boothby aufgehalten, wovon ein an sie gerichteter Brief ihrer Schwester, der mutmaßlich älteste deutsche Brief mit Marke, zeugt. Befreundet war sie mit der 1835 geborenen Pädagogin und Sozialpolitikerin Ottilie Hoffmann, der sie auch durch ihre familiären Beziehungen 1851 zu einer Anstellung auf der Insel Isle of Wight verhelfen konnte. Beide engagierten sich im Verein zur Erweiterung des weiblichen Erwerbsgebiets, dem späteren Bremer Frauen-Erwerbs- und Ausbildungsverein, dessen Vorstand Marie Kalkmann über mehrere Jahre angehörte. 1878 brachten sich beide Frauen bei den allwöchentlichen Sonntag-Abend-Unterhaltungen für die Schülerinnen und Mitglieder des Vereins aktiv ein. „In Bremen waren um die 30 u. a. Ottilie Hoffmann, Lucy Lindhorn, Helene Seib und Marie Kalkmann, knapp 40 Mathilde Lammers und Henny Sattler“, schreibt Elisabeth Meyer-Renschhausen. Der Bremer Redakteur und Publizist August Lammers sei der einzige der Herren gewesen, der etwas länger aktiv im Bremer Frauenverein gewesen sei, „eine typische Männergestalt inmitten dieser ersten Generation von Frauenrechtlerinnen“.
Im 1870 gegründeten Frauenbildungsverein, der den Charakter einer Volksbildungseinrichtung hatte, übernahm Marie Kalkmann die Aufgabe, Vortrags- und Unterhaltungsabende zu organisieren. Bis zum Ersten Weltkrieg wurden die Veranstaltungen, zu denen prominente Rednerinnen und Redner geladen wurden, zuweilen von 200 bis 300 Mädchen und Frauen besucht. Es wurde über Themen der Frauenbewegungen wie über sozialpolitische Fragen referiert und diskutiert. Manchmal traten auch Marie Kalkmanns Nichten, die Pianistin Friederike Charlotte (1873–1970) und die Sängerin Charlotte Marie (1874–1947), auf. Mit Ottilie Hoffmann unternahm sie zahlreiche Reisen in die Schweiz, und jedes Jahr lud sie sie zu sich ein, um gemeinsam Weihnachten zu feiern. Ihr Vermögen brachte sie in die Marie-Kalkmann-Stiftung ein.
Im Adreß-Buch der freien Hansestadt Bremen, des Landgebietes und der Hafenstädte Bremerhaven, Geestemünde mit Geestendorf, Vegesack von 1890 war sie eingetragen als „Kalkmann, Marie, Gesanglehrerin, Besselstr. 50“ (wo zuvor noch ihre 1829 geborene Schwester Albertine, Lehrerin, verzeichnet gewesen war). 1904 war sie im Adressbuch unter der gleichen Adresse als Musik- und Gesanglehrerin angegeben.
Der Bremen-Chronist Hubert Wania notiert in seiner Publikation 15 Jahre Bremen 1906–1920 unterm 17. Dezember 1919: „17. † Marie Kalkmann im 98. Lebensjahre. Sehr verdient um musikalische Bestrebungen.“